# 1965年の日本
1965年の日本（1965ねんのにほん）では、1965年（昭和40年）の日本の出来事・流行・世相などについてまとめる。

## 他の紀年法
日本では、西暦の他にも以下の紀年法を使用している。なお、
以下の紀年法は西暦と月日が一致している。
- 元号
  - 昭和40年
- 神武天皇即位紀元
  - 皇紀2625年
- 干支
  - 乙巳（きのと み）

## カレンダー
| 1月 |    |    |    |    |    |    |
| 日  | 月 | 火 | 水 | 木 | 金 | 土 |
|     |    |    |    |    | 1  | 2  |
| 3   | 4  | 5  | 6  | 7  | 8  | 9  |
| 10  | 11 | 12 | 13 | 14 | 15 | 16 |
| 17  | 18 | 19 | 20 | 21 | 22 | 23 |
| 24  | 25 | 26 | 27 | 28 | 29 | 30 |
| 31  |    |    |    |    |    |    |
|     |    |    |    |    |    |    |

| 2月 |    |    |    |    |    |    |
| 日  | 月 | 火 | 水 | 木 | 金 | 土 |
|     | 1  | 2  | 3  | 4  | 5  | 6  |
| 7   | 8  | 9  | 10 | 11 | 12 | 13 |
| 14  | 15 | 16 | 17 | 18 | 19 | 20 |
| 21  | 22 | 23 | 24 | 25 | 26 | 27 |
| 28  |    |    |    |    |    |    |
|     |    |    |    |    |    |    |

| 3月 |    |    |    |    |    |    |
| 日  | 月 | 火 | 水 | 木 | 金 | 土 |
|     | 1  | 2  | 3  | 4  | 5  | 6  |
| 7   | 8  | 9  | 10 | 11 | 12 | 13 |
| 14  | 15 | 16 | 17 | 18 | 19 | 20 |
| 21  | 22 | 23 | 24 | 25 | 26 | 27 |
| 28  | 29 | 30 | 31 |    |    |    |
|     |    |    |    |    |    |    |

| 4月 |    |    |    |    |    |    |
| 日  | 月 | 火 | 水 | 木 | 金 | 土 |
|     |    |    |    | 1  | 2  | 3  |
| 4   | 5  | 6  | 7  | 8  | 9  | 10 |
| 11  | 12 | 13 | 14 | 15 | 16 | 17 |
| 18  | 19 | 20 | 21 | 22 | 23 | 24 |
| 25  | 26 | 27 | 28 | 29 | 30 |    |
|     |    |    |    |    |    |    |

| 5月 |    |    |    |    |    |    |
| 日  | 月 | 火 | 水 | 木 | 金 | 土 |
|     |    |    |    |    |    | 1  |
| 2   | 3  | 4  | 5  | 6  | 7  | 8  |
| 9   | 10 | 11 | 12 | 13 | 14 | 15 |
| 16  | 17 | 18 | 19 | 20 | 21 | 22 |
| 23  | 24 | 25 | 26 | 27 | 28 | 29 |
| 30  | 31 |    |    |    |    |    |
|     |    |    |    |    |    |    |

| 6月 |    |    |    |    |    |    |
| 日  | 月 | 火 | 水 | 木 | 金 | 土 |
|     |    | 1  | 2  | 3  | 4  | 5  |
| 6   | 7  | 8  | 9  | 10 | 11 | 12 |
| 13  | 14 | 15 | 16 | 17 | 18 | 19 |
| 20  | 21 | 22 | 23 | 24 | 25 | 26 |
| 27  | 28 | 29 | 30 |    |    |    |
|     |    |    |    |    |    |    |

| 7月 |    |    |    |    |    |    |
| 日  | 月 | 火 | 水 | 木 | 金 | 土 |
|     |    |    |    | 1  | 2  | 3  |
| 4   | 5  | 6  | 7  | 8  | 9  | 10 |
| 11  | 12 | 13 | 14 | 15 | 16 | 17 |
| 18  | 19 | 20 | 21 | 22 | 23 | 24 |
| 25  | 26 | 27 | 28 | 29 | 30 | 31 |
|     |    |    |    |    |    |    |

| 8月 |    |    |    |    |    |    |
| 日  | 月 | 火 | 水 | 木 | 金 | 土 |
| 1   | 2  | 3  | 4  | 5  | 6  | 7  |
| 8   | 9  | 10 | 11 | 12 | 13 | 14 |
| 15  | 16 | 17 | 18 | 19 | 20 | 21 |
| 22  | 23 | 24 | 25 | 26 | 27 | 28 |
| 29  | 30 | 31 |    |    |    |    |
|     |    |    |    |    |    |    |

| 9月 |    |    |    |    |    |    |
| 日  | 月 | 火 | 水 | 木 | 金 | 土 |
|     |    |    | 1  | 2  | 3  | 4  |
| 5   | 6  | 7  | 8  | 9  | 10 | 11 |
| 12  | 13 | 14 | 15 | 16 | 17 | 18 |
| 19  | 20 | 21 | 22 | 23 | 24 | 25 |
| 26  | 27 | 28 | 29 | 30 |    |    |
|     |    |    |    |    |    |    |

| 10月 |    |    |    |    |    |    |
| 日   | 月 | 火 | 水 | 木 | 金 | 土 |
|      |    |    |    |    | 1  | 2  |
| 3    | 4  | 5  | 6  | 7  | 8  | 9  |
| 10   | 11 | 12 | 13 | 14 | 15 | 16 |
| 17   | 18 | 19 | 20 | 21 | 22 | 23 |
| 24   | 25 | 26 | 27 | 28 | 29 | 30 |
| 31   |    |    |    |    |    |    |
|      |    |    |    |    |    |    |

| 11月 |    |    |    |    |    |    |
| 日   | 月 | 火 | 水 | 木 | 金 | 土 |
|      | 1  | 2  | 3  | 4  | 5  | 6  |
| 7    | 8  | 9  | 10 | 11 | 12 | 13 |
| 14   | 15 | 16 | 17 | 18 | 19 | 20 |
| 21   | 22 | 23 | 24 | 25 | 26 | 27 |
| 28   | 29 | 30 |    |    |    |    |
|      |    |    |    |    |    |    |

| 12月 |    |    |    |    |    |    |
| 日   | 月 | 火 | 水 | 木 | 金 | 土 |
|      |    |    | 1  | 2  | 3  | 4  |
| 5    | 6  | 7  | 8  | 9  | 10 | 11 |
| 12   | 13 | 14 | 15 | 16 | 17 | 18 |
| 19   | 20 | 21 | 22 | 23 | 24 | 25 |
| 26   | 27 | 28 | 29 | 30 | 31 |    |
|      |    |    |    |    |    |    |

## 在職者
- 天皇：裕仁
- 内閣総理大臣：佐藤栄作（自由民主党）
- 内閣官房長官：橋本登美三郎（自由民主党）
- 最高裁判所長官：横田喜三郎
- 衆議院議長：船田中→山口喜久一郎
- 参議院議長：重宗雄三

## できごと

### 1月
- 1月1日 - 中部日本新聞が中日新聞に題号を改題[要出典]。
- 1月13日 - 佐藤榮作首相、訪米[1]。
- 1月20日 - 日本航空がパッケージツアー「ジャルパック」を発売[要出典]。

### 2月
- 2月1日
  - 原水協から社会党・総評系が分裂し、原水爆禁止日本国民会議（原水禁）を結成[2]。
  - 大塚製薬が「オロナミンCドリンク」を発売。
- 2月4日 - 1960年12月1日以来休止中だった山鹿温泉鉄道が正式に廃止。
- 2月8日 - 日本が国際博覧会条約に加盟する[3]。
- 2月14日 - 全日本空輸の貨物便のダグラス DC-3型機が、大阪国際空港を離陸後に静岡県上空で巡航中に失踪した。後に墜落していたことが判明したが、機体が発見されたのは22ヵ月後であり、そのうえ捜索範囲から大きく離れた地点であった。
- 2月18日 - 前年7月の昭和39年7月山陰北陸豪雨により被災し休止中だった一畑電気鉄道立久恵線が廃止。
- 2月20日 - 熊本市電川尻線がこの日限りで廃止。
- 2月22日 - 北炭夕張炭鉱でガス爆発が起こり、61人が死亡[4]（81年の北炭夕張新炭鉱ガス突出事故とは異なる）。

### 3月
- 3月1日 - 小倉空港（後の北九州空港）が開港。
- 3月6日 - 山陽特殊製鋼が倒産[4]。
- 3月10日 - 富士山レーダー観測開始[5]。
- 3月14日 - 作家・戸川幸夫が沖縄・西表島で頭骨と毛皮を発見したヤマネコが新種と鑑定された。「イリオモテヤマネコ」と命名。
- 3月15日 - 東京都議会議長選挙をめぐる贈収賄容疑で都議会議員が逮捕される。以降4月16日に現職の議長を含む17名の都議会議員が、別に発覚した許認可に係る贈収賄容疑も合わせて逮捕、起訴される。
- 3月19日 - にんべんが「つゆの素」を発売。
- 3月20日 - トヨタ自動車が「スポーツ800」を発売。
- 3月21日 - 資生堂が「サンオイル」を発売。
- 3月24日
  - 日産自動車が「シルビア」を発売。
  - 河川法制定により荒川放水路が荒川本流となり、これに伴い荒川旧河道の名称が、それまで白鬚橋辺りから下流[6] の俗称であった「隅田川」となる[7]。
- 3月27日 - 第37回選抜高等学校野球大会が阪神甲子園球場で開幕。
- 3月29日 - 麒麟麦酒が「プルトップ缶ビール」を発売、飲料業界に普及。

### 4月
- 4月 - 大手新聞社各社が日曜日の夕刊発行を休止。
- 4月1日
  - 初の国産旅客機YS-11が就航。
  - 東京電力が電気料金の銀行口座振替制を開始。
  - サトウサンペイの4コマ漫画「フジ三太郎」が朝日新聞夕刊で連載開始[8][9]。
  - 三重県内で5つの鉄道路線を運営する三重電気鉄道が近畿日本鉄道に吸収合併される。前年2月1日に三重交通から鉄道部門が分社化されていた。
- 4月4日 - 第37回選抜高等学校野球大会の決勝戦が甲子園球場にて行われ、岡山県の岡山東商が和歌山県の市和歌山商に延長13回、2対1でサヨナラ勝利し、初優勝。
- 4月5日 - NHK総合テレビ、『スタジオ102』放送開始（1980年3月終了）。
- 4月24日
  - アメリカの北爆に反対し小田実らが「ベトナムに平和を!市民・文化団体連合」（ベ平連）を結成[10]。
  - 全国社会福祉協議会、子供の遊び場点検運動を実施、安全な遊び場の充実を要望。
  - 名鉄一宮線がこの日限りで廃止。

### 5月
- 5月1日 - フジテレビ、『小川宏ショー』放送開始（1982年3月終了）。
- 5月3日 - 文化放送、ニッポン放送等の民放ラジオ局で構成される全国ラジオネットワーク（NRN）発足。
- 5月9日 - 日本アイスクリーム協会、前年に東京で行なわれたイベントにちなみ、この日を「アイスクリームの日」に指定。
- 5月10日
  - 国鉄スワローズがフジサンケイグループに売却され、サンケイスワローズに改称される（1966年からサンケイアトムズとなる）。
  - 日本勧業銀行の職域信用組合・互援会信用組合が、地域信用組合に転換し日本勧業信用組合に。
- 5月23日 - 室蘭港でノルウェー船籍のタンカー｢ヘイムバード号｣が、操船ミスで桟橋に衝突・炎上する事故が発生。6月18日に鎮火するまで28日間も燃え続け、船員10名が死亡する[11]。

### 6月
- 6月1日 - 福岡県稲築町の山野炭鉱でガス爆発。237人が死亡、279人が重軽傷[12]。
- 6月3日
  - 佐藤栄作首相が内閣改造を断行、第1次佐藤第1次改造内閣が発足[13]。
  - 東京都議会黒い霧事件に起因する解散リコール運動への対応として、自民党主導により地方公共団体の議会の解散に関する特例法が急きょ制定、施行される[13]。
- 6月6日 - 日本サッカーリーグが開幕[13]。
- 6月7日 - 東武鉄道宇都宮線におもちゃのまち駅が開業。当時としては珍しいひらがな名称駅の誕生となった。
- 6月12日 - 東京教育大学教授の家永三郎が、教科書検定は違憲であるとして提訴[13]。
- 6月14日 - 地方公共団体の議会解散に関する特例法に基づき、東京都議会が地方公共団体の議会で初めての自主解散[14]。
- 6月18日 - 有楽町駅前に東京交通会館が完成。
- 6月22日 - 日本国と大韓民国との間の基本関係に関する条約締結（通称・日韓基本条約）、財産及び請求権に関する問題の解決並びに経済協力に関する日本国と大韓民国との間の協定締結[14]。

### 7月
- 7月1日 - 名神高速道路が全線（小牧-西宮間）開通[15]。
- 7月4日 - 第7回参議院議員通常選挙[15]。
- 7月5日 - 吉展ちゃん事件の容疑者の自供により、被害者の遺体が発見される[16]。
- 7月7日 - 鎌田商会が「アイスノン」を発売[17]。
- 7月11日 - 大山観光電鉄大山鋼索線（大山ケーブル）開業。
- 7月15日
  - 日医工設立。
  - 創価学会の機関紙である「聖教新聞」が日刊化。
- 7月21日 - 昭和40年7月豪雨。死者・行方不明者69人。
- 7月22日 - 第49臨時国会召集（8月11日閉会）。
- 7月29日 - 少年ライフル魔事件発生、警察官1人死亡[18]。

### 8月
- 8月3日 - 長野県松代町で体に感じない微小な地震動が観測される。この地震が松代群発地震の最初の地震とされており、これ以降、松代町では約5年間にわたり頻繁に地震が発生する[18]。
- 8月10日 - 共同石油設立。
- 8月13日
  - ライオン油脂が「エメロンシャンプー」を発売。
  - 第47回全国高等学校野球選手権大会が阪神甲子園球場で開幕。
- 8月19日 - 佐藤首相、太平洋戦争後総理大臣として初めて沖縄県訪問[19]。
- 8月20日 - 大分交通宇佐参宮線がこの日限りで廃止。
- 8月22日 - 第47回全国高等学校野球選手権大会の決勝戦が甲子園で行われ、福岡県の三池工業高が千葉県の銚子商業に2対0で勝利し、初出場初優勝を達成。夏の甲子園における春夏通じての初出場初優勝は1949年（第31回大会）の湘南高（神奈川県）以来16年ぶり。
- 8月29日 - TBSで藤子不二雄原作のテレビアニメ『オバケのQ太郎』放送開始。

### 9月
- 9月13日 - 1970年、日本万国博覧会が大阪で開催される事が決定[20]。
- 9月18日 - 池谷薫と関勉がほぼ同時に彗星を発見。池谷・関彗星と名前がつく。
- 9月23日 - 北陸鉄道片山津線がこの日限りで廃止。
- 9月24日 - 国鉄がみどりの窓口開設[21]。

### 10月
- 10月1日
  - 国鉄が大ダイヤ改正を実施。
  - 花王石鹸が「テンダーリンス」を発売。
  - 大阪市営地下鉄の西梅田駅 - 大国町駅間が開業し、それまで御堂筋線の支線であった大国町駅 - 玉出駅間と接続。西梅田駅 - 玉出駅間が一本の路線となる（1969年に四つ橋線の名称が付けられた）。
- 10月2日 - 朝永振一郎のノーベル物理学賞受賞が決定。
- 10月5日
  - 台風29号のためマリアナ海域でカツオ漁船7隻が集団遭難。死者・行方不明209人。
  - 釧路市の新富士海岸で、炊事遠足（遠足と調理実習を兼ねた学校行事）で同海岸に来ていた釧路市立共栄小学校の6年生が不発弾の爆発に巻き込まれ、4名が死亡、31名が重軽傷を負った[22]。
  - 第50臨時国会召集（12月13日閉会）[23]。
- 10月6日
  - ブルーボーイ事件で性転換手術をした医師を取り調べ[23]。
  - 日本最初のカラーテレビアニメ『ジャングル大帝』放送開始（フジテレビ）[23]。
- 10月14日 - 巨人が2年ぶりセ・リーグ優勝。
- 10月15日 - 名古屋市営地下鉄2号線が開業。
- 10月24日 - F1メキシコGPでホンダが初優勝。
- 10月25日 - 大阪万博のテーマが「人類の進歩と調和」に決定[23]。

### 11月
- 11月1日
  - 10月1日ダイヤ改正時に見送られていた東海道新幹線のスピードアップを実施。「ひかり」が東京 - 新大阪間で当初予定の3時間10分運転を開始[24]。
  - 東京都水道局が水道料金の銀行口座振替制を開始。
- 11月2日
  - プロ野球日本シリーズは巨人が南海を4勝1敗で下し2年ぶり日本一。
  - 大阪国際空港において、23時から翌朝5時までの深夜のジェット機離着陸が原則禁止となる。
- 11月8日 - 日本テレビで深夜番組の『11PM』放送開始（同局では同日、子供番組『おはよう!こどもショー』放送開始）[24]。
- 11月9日～12月12日 - 古谷惣吉連続殺人事件（警察庁広域重要指定105号事件）が発生。西日本（近畿地方・九州地方）で独居老人8人が相次いで殺害された。加害者・古谷惣吉は指名手配された12月12日に兵庫県内で現行犯逮捕。
- 11月15日 - 水害により7月3日から不通となっていた鹿児島交通知覧線が廃止。
- 11月17日
  - プロ野球第1回ドラフト会議が行われる[25]。
  - プロ野球・南海ホークスの鶴岡一人監督の後任として11月13日に就任したばかりの新監督の蔭山和夫が急死。その後、騒動の末に鶴岡が監督に復帰することとなった。
- 11月19日 - 戦後初の「赤字国債」発行が閣議で決定[25]。
- 11月30日 - 伊予鉄道森松線がこの日限りで廃止。

### 12月
- 12月10日 - 日本、国際連合安全保障理事会の非常任理事国に当選[26]。
- 12月16日 - 名阪国道が開通[27]。
- 12月20日 - 第51国会召集（1966年6月27日閉会）[27]。

## 社会

### 道路
- 11月29日 - 愛知県道60号名古屋長久手線を県道に認定。
- 12月16日 - 名阪国道開通。（暫定二車線）

## スポーツ

### 各競技
- 1965年のスポーツ
  - 大相撲（幕内最高優勝）
    - 初場所 佐田の山晋松
    - 春場所 大鵬幸喜
    - 夏場所 佐田の山晋松
    - 名古屋場所 大鵬幸喜
    - 秋場所 柏戸剛
    - 九州場所 大鵬幸喜

  - プロ野球
    - セ・リーグ優勝 読売ジャイアンツ
    - パ・リーグ優勝 南海ホークス
    - 日本シリーズ優勝 読売ジャイアンツ（4勝1敗）
    - 第1回プロ野球ドラフト会議開催。

## 誕生

### 11月
- 11月2日 - 山田宗樹、小説家
- 11月3日 - 伊園旬 、小説家、推理作家
- 11月3日 - 金平桂一郎、プロボクシング・プロモーター、協栄ボクシングジム会長
- 11月3日 - 神奈月、タレント
- 11月3日 - 木村匡也、ナレーター、DJ
- 11月3日 - 谷中公一、競馬評論家